# 灰地蔷薇
灰地蔷薇（学名：Chamaerhodos canescens）为蔷薇科地蔷薇属的植物。分布在蒙古以及中国大陆的吉林、辽宁、河北、内蒙古、山西、黑龙江等地，生长于海拔500米至800米的地区，多生长在山坡岩石间，目前尚未由人工引种栽培。

## 别名
毛地蔷薇（东北植物检索表）